# 西山利佳
西山 利佳（にしやま りか、1961年 - ）は、日本の児童文学評論家。児童文学研究者。青山学院大学コミュニティ人間科学部准教授。宮崎県高千穂町生まれ。

## 経歴・人物
1980年に宮崎県立日南高等学校を卒業後、都留文科大学国文学科に学ぶ。大学3年時に日本児童文学者協会主催「夏のゼミナール」に参加し、以降、日本児童文学者協会有志による「児童文学評論研究会」に参加。1986年、東京学芸大学大学院教育学研究科国語教育専攻修士課程修了。1987年から城西大学附属城西中学校・高等学校、翌1988年からは日本児童教育専門学校で教鞭をとる。
青山学院女子短期大学子ども学科准教授を経て、2022年青山学院大学コミュニティ人間科学部コミュニティ人間科学科准教授。日本児童文学者協会常任理事。日本児童文学者協会機関誌『日本児童文学』元編集長。日本児童文学学会会員。「子どもの本・九条の会」運営委員。
1999年、「児童文学は「わたし」と世界をつなげるか――「加藤典洋」を児童文学論として読む」で関英雄記念評論・研究論文募集入選（第1席）。

## 作品リスト

### 単行本
単著
- 『もしもしあたしRICAちゃん リカちゃんの国語科通信』（梨の木舎　1996年7月)
- 『りかちゃんの国語科通信――出産、子育て、南米の旅の巻』（梨の木舎　2008年)
- 『〈共感〉の現場検証 児童文学の読みを読む』（くろしお出版〈児童文学批評の新地平2〉、2011年11月）

共著・編著
- 『「心」の子ども文学館 1（今を生きる）』（日本児童文学者協会/編、日本図書センター、1997年9月）
- 『わたしたちのアジア・太平洋戦争』全3巻（古田足日、米田佐代子共著、童心社　2004年）
  - 1 広がる日の丸の下で生きる（2004年3月）
  - 2 いのちが紙切れになった（2004年3月）
  - 3 新しい道を選ぶ（2004年3月）
- 『古田足日さんからのバトン ホタルブクロ咲くころに』（ありがとう古田足日さんの会編、かもがわ出版、2015年8月）
- 『明日の平和をさがす本 戦争と平和を考える絵本からYAまで300』（さくまゆみこ、野上暁、土居安子、宇野和美共著、岩崎書店、2016年11月）
- 『「時」から読み解く世界児童文学事典』（奥山恵、大島丈志、川端有子、水間千恵共編著、原書房、2017年10月）

### 解説
- 『ふたごの魔法つかい風と火の国』（川北亮司、フォア文庫、1995年11月）
- 『ひとりでいるよりやっぱり友だち』（日本児童文学者協会/編、日本図書センター、1997年9月）
- 『ラブユニット 恐怖のコマンド・メール』（川北亮司、フォア文庫、2007年1月）
- 『ラブユニット 月夜のコマンド・メール』（川北亮司、フォア文庫、2007年5月）
- 『全集 古田足日子どもの本 限定復刻(12)』（童心社、2015年7月）